# Église Saint-François de Lausanne
Pour les articles homonymes, voir Église Saint-François.
L'église réformée Saint-François, plus simplement appelée église Saint-François, est un temple protestant situé sur le territoire de la ville vaudoise de Lausanne, en Suisse. La paroisse est membre de l'Église évangélique réformée du canton de Vaud.
L'église abrite plusieurs orgues, regroupés dans le cadre du projet « Organopole ». Les Grandes orgues de Saint-François sont un des orgues les plus réputés en Suisse.

## Présentation
Historiquement, l'église Saint-François est une église franciscaine. C'est aujourd'hui un temple protestant faisant partie de la paroisse lausannoise de Saint-François – Saint-Jacques (Église évangélique réformée du canton de Vaud).
L'édifice est inscrit comme bien culturel suisse d'importance nationale.
La vie spirituelle comprend un culte, un office « orgue et silence » ainsi que d'offices de prière d'une demi-heure durant la semaine. Des concerts de musique classique et des récitals d'orgue y sont régulièrement organisés.

## Histoire

### Couvent franciscain
En 1257, une bulle du pape Alexandre IV demande à l'évêque de Lausanne de favoriser l'installation d'un couvent de moines franciscains. À la suite de cette bulle, plusieurs Lausannois fortunés cèdent des terrains aux Franciscains afin que ces derniers puissent y bâtir un couvent. En 1258 des Franciscains, arrivant de Besançon, s'installent à Lausanne. Ils construisent une église dédiée à François d'Assise, une maison des moines pouvant héberger 20 à 25 personnes, une chapelle ainsi que divers magasins d'entrepôt. L'agencement de ces différents bâtiments forment un cloître. L'église est érigée conformément aux règles établies lors du chapitre générale de Narbonne de 1260. Elle est dotée d'un chœur vouté construit en pierre, le toit est constitué d'une charpente apparente et est probablement recouvert de chaume. Elle ne comporte ni tour ni clocher. L'emplacement de cet ensemble correspond à celui de l'église actuelle ainsi que du sud de la Place St-François contemporaine.
La date exacte de la fin de la construction de l'église n'est pas connue. On suppose cependant qu'elle était achevée ou presque achevée en 1272 car un testament rédigé par un certain Pierre de Chalon en juillet 1272, exprime le vœu d'y être enterré à sa mort.
En 1368, un incendie éclate en ville de Lausanne ; l'église Saint-François et ses bâtiments attenants également en bois sont la proie des flammes, seul le chœur de l'église réchappe des flammes. La reconstruction est réalisée sous la conduite de Jean de Liège, ébéniste et architecte de la maison de Savoie. Le cœur reste inchangé mais le reste du bâtiment est construit de façon différente : de plus grandes fenêtres sont percées, une voûte en ogives est posée sur des contreforts intérieurs qui découpent dès lors la nef en cinq travées. En 1966, des fouilles archéologiques révèlent qu'un jubé sépare alors l'église en deux parties, l'une réservée aux frères (comportant le cœur et deux travées), et l'autre étant destinée aux laïcs. Les frères financent ces importants travaux de reconstruction essentiellement grâce aux dons de familles de notables et de nobles dont les blasons ont été reproduits sur la voûte de la nef,. La reconstruction de l'église est probablement achevée aux alentours de 1387.

### Passage au protestantisme
Lors de l'invasion bernoise et de la mise en place de la Réforme protestante, l'église devient un temple. C'est cependant le seul bâtiment religieux de Lausanne, avec la cathédrale, à être antérieur à la Réforme.

### Transformations ultérieures
À la fin du XIXe siècle, lors de la reconstruction de la place Saint-François, plusieurs voix se font entendre sans succès pour démolir l'église en ne conservant que le clocher afin d'agrandir la place ; une nouvelle demande est faite en 1933 pour supprimer les arcs-boutants de la face sud pour agrandir la rue attenante, ce qui aurait risqué de provoquer l'effondrement de la voûte.

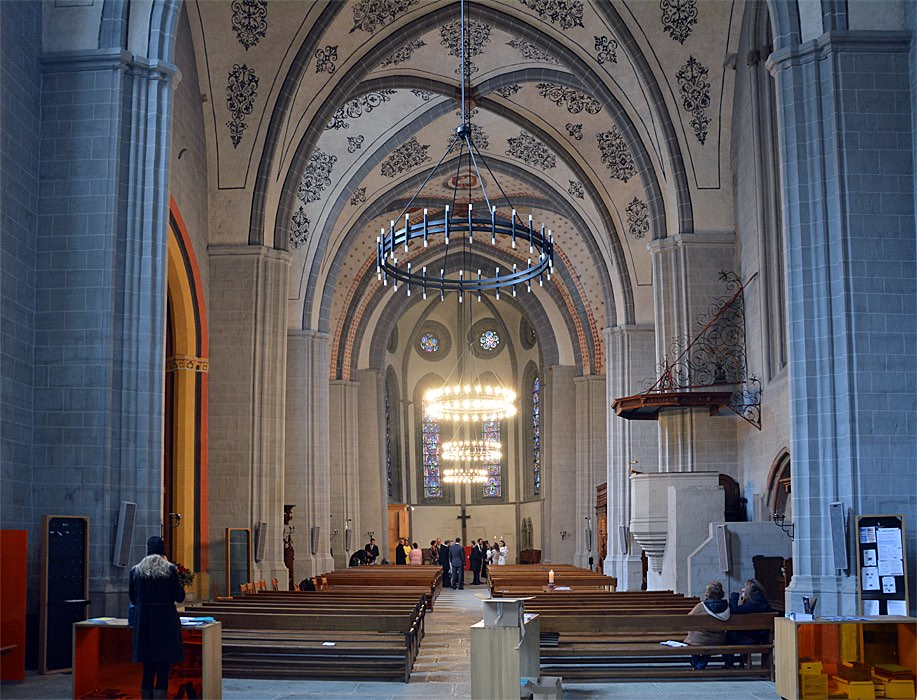
Interieur

Avant la construction du troisième hôtel des postes, celui d'Eugène Jost, le premier, qui devient par la suite le grand bazar de Lausanne, est construit tout près de la face ouest de l'église et ses remises se situent dans les arcs-boutants. Une partie de l'église sert donc aux postes. Ces remises sont démolies en 1902, en même temps que sont rénovés les arcs-boutants.
En 2011, l'intérieur de l'église a été entièrement redessiné dans le cadre d'un concept intitulé « l'esprit sainf »,.

## Orgues

### Historique
À partir du XVIIIe siècle, les autorités bernoises autorisent progressivement la réintroduction des orgues durant le culte et la facture des instruments,. Si la cathédrale de Lausanne est pourvue d'un instrument en 1733, il faut attendre 1777 pour qu'un orgue soit installé à Saint-François,.
L'orgue de Saint-François est fabriqué par le célèbre facteur lausannois Samson Scherrer. De style baroque et richement décoré, il est composé de 22 jeux et 2 claviers.
En 1864, une première modernisation de l'instrument est réalisé sous la direction du facteur Eberhard Friedrich Walcker. L'objectif est de rendre les grandes orgues de Saint-François plus expressives et puissantes, à même de jouer le répertoire romantique. De nombreux éléments de l'orgue Scherrer sont conservés, les parties abîmées (notamment par l'oxydation) sont changées et des ajouts sont réalisés (notamment un clavier et un pédalier ainsi que et des jeux). Finalement, l'orgue Walcker est composé de 36 jeux, 3 claviers et un pédalier.
Jusqu'aux années 1930, l'orgue Walcker est modernisé progressivement en complément de relevages réguliers, des jeux sont par exemple ajoutés en 1880 et l'instrument est électrifié en 1906. Toutefois, constatant une dégradation importante de l'orgue due au chauffage de l'église, l'organiste titulaire et les autorités décident une nouvelle refonte de l'instrument.
En 1936, le facteur Kuhn reprend l'orgue Walcker et le modifie profondément. Les parties abîmées sont changées, le système de transmission est modifié, les claviers sont améliorés et des jeux sont ajoutés L'orgue, désormais composé de 56 jeux, conserve son orientation pour le style romantique.
Durant le reste du XXe siècle, la maison Kuhn continue d'entretenir et de moderniser l'instrument. Un clavier est jouté et un travail est fait sur les jeux (modifications et ajouts) afin de rendre l'orgue plus polyvalent et mieux à même de tenir les répertoires baroque et classique. En 1990, l'orgue Kuhn est profondément révisé par le facteur. Profitant d'importants travaux de réfection de l'église, l'instrument est démonté et repensé. Les éléments sont conservés mais réagencés et l'organisation des claviers est revue. En parallèle, les travaux permettent de construire une nouvelle tribune pour l'instrument et améliorent l'acoustique de l'édifice.

### Organopole
Au cours des années 2010, l'organiste titulaire Benjamin Righetti élabore le projet « Organopole ». L'objectif est de regrouper et d'intégrer de manière pérenne 4 orgues lausannois, de styles très différents, à l'église Saint-François. En plus du grand orgue Kuhn, un orgue de type vénitien ayant appartenu au Conservatoire de Lausanne, un orgue espagnol initialement placé à l'église Saint-Laurent et un orgue coffre sont les instruments concernés. Musicalement, ces 4 orgues doivent permettre des réglages spécifiques à plusieurs types de répertoire, spécifiquement dans la musique ancienne et baroque (où l'accordage et les tempéraments diffèrent et varient),,.
Sur le plan architectural, le projet implique la création de tribunes latérales adaptées pour les orgues italien et espagnol,. Après des avis négatifs des services cantonaux chargés de la protection du patrimoine, Benjamin Righetti parvient à convaincre les autorités de l'intérêt artistique et culturel du projet « Organopole ». Il explique notamment qu'une tradition d'orgues placés latéralement dans les nefs d'église et jouant avec des effets d'écho existe en Europe méridionale et qu'un répertoire spécifique y est associé et pourrait être joué,,,. Il montre également que les tribunes pourraient être construites en s'appuyant sur des éléments architecturaux préexistants, cela sans impacter fortement la structure de l'édifice.
Une campagne et des actions pour financer « Organopole » sont lancées en 2019. Une fondation éponyme est également créée et la Ville de Lausanne soutient financièrement le projet,. Les travaux sur les tribunes ont lieu en 2020. « Organopole » est inauguré la même année par des concerts.

### Grandes Orgues
Les Grandes orgues de Saint-Fançois sont constituées d'un orgue Kuhn, modernisation d'un orgue Walcker qui était lui-même une modernisation de l'orgue Scherrer initial. Au total, l'instrument compte 75 jeux. Il est muni de 5 claviers et d'un pédalier (positif de dos, grand orgue, solo, récit expressif, grand chœur, pédale),.
L'orgue Kuhn a été repensé pour être plus proche des configurations anciennes des orgues. Ainsi, la transmission mécanique de l'instrument a été restaurée et il est muni exclusivement de celle-ci,,.
Les Grandes orgues sont placées sur une tribune centrale de la nef, au niveau du portail ouest. Les buffets de l'instrument ont été réalisés par Samson Scherrer pour le central et Eberhard Friedrich Walcker pour les deux latéraux.
L'organiste titulaire est Benjamin Righetti depuis 2012,. La Ville de Lausanne est propriétaire de l'instrument.

### Orgue italien
L'orgue italien est un instrument d'étude ayant appartenu au Conservatoire de Lausanne et déplacé à Saint-François durant à la fin des années 2000. Fabriqué en 1990 par le facteur Bartolomeo Formentelli, il est conçu sur le modèle des orgues vénitiens du XVIIe siècle. Il est placé sur une tribune du côté sud de la nef, en face de l'orgue espagnol,,.
L'instrument est adapté pour du jeu solo ou avec de petits ensembles instrumentaux, typiques des répertoires de musique ancienne ou baroque. Sur le plan technique, l'orgue italien dispose d'un clavier et d'un pédalier et est muni de 11 jeux dont certains sont coupés. Il est accordé à 440 Hertz sur un tempérament mésotonique (quart de comma) typique de ces périodes,.
La Ville de Lausanne est propriétaire de l'instrument.

### Orgue espagnol
L'orgue espagnol est un instrument conçu en 1991 par l'atelier suisse Felsberg sur la volonté de l'organiste Pierre-Alain Clerc. Orgue inspiré des instruments aragonais du tournant des XVIIe et XVIIIe siècle, les sonorités produites sont relativement nasillardes et révélatrices des goûts espagnols de l'époque. D'abord installé à l'église Saint-Laurent, il est déplacé à Saint-François dans le cadre du projet « Organopole ». Il se situe sur une tribune du côté nord de la nef, en face de l'orgue italien,,.
L'orgue espagnol est muni d'un clavier et d'un pédalier. L'instrument présente la particularité d'avoir des feintes brisées sur son clavier : les notes fa et sol pour la première octave et les notes ré et la pour les suivantes. Au total, l'orgue comporte 10 jeux. Il est accordé à 440 Hertz sur un tempérament mésotonique (quart de comma).
Sur le plan de puissance acoustique, l'orgue espagnol est légèrement plus puissant que l'orgue italien si les organistes ne contrôle pas les instruments.
La Ville de Lausanne est propriétaire de l'instrument.

### Orgue coffre
L'orgue coffre est un petit instrument fabriqué en 2014 par le facteur Janin Kalnins (Lettonie). De par sa taille, il peut être déplacé au sein de l'édifice. Destiné à l'accompagnement, il est adapté aux parties de continuo. Sur le plan technique, il est constitué d'un clavier de 54 touches et dispose de deux jeux (bourdon et flûte). Le tempérament de l'orgue peut être mésotonique ou égal et l'instrument peut-être accordé selon 3 diapasons (415, 440 et 460 Hertz).

### Biennale Organopole
À partir de 2022, une biennale liée à l'orgue est organisée par Benjamin Righetti et Alexandre Pican pour la fondation Organopole durant le mois de décembre. L'évènement se déroule principalement à l'église Saint-François mais investit également d'autres lieux comme la cathédrale de Lausanne,.